# كينغدوم هارتس 2
كينغدوم هارتس 2 (بالإنجليزية: Kingdom Hearts II)‏ هي لعبة فيديو من نوع لعبة أكشن تقمص الأدوار، صدرت في 22 ديسمبر 2005، وهي متوفرة على أجهزة بلاي ستيشن 2 وبلاي ستيشن 3. اللعبة من تطوير سكوير إنكس ومن نشر سكوير إنكس.

## روابط خارجية
- كينغدوم هارتس 2 على موقع IMDb (الإنجليزية)